# Amentotaxus yunnanensis
Amentotaxus yunnanensis е вид растение от семейство Тисови (Taxaceae). Видът е застрашен от изчезване.

## Разпространение
Разпространен е в Китай, Лаос и Виетнам.